# أرسطوية منشارية
أَرَسْطَوِيَّةٌ مِنْشَارِيَّةٌ (الاسم العلمي: Aristotelia serrata)؛ (بالإنجليزية: wineberry)‏؛ (بالماورية: makomako أو mako‏)؛ هي شجرة صغيرة في فصيلة شبيهات الزيتون، في جنس أرسطوية، توجد في الجزيرة الشمالية والجزيرة الجنوبية وجزيرة ستيوارت بنيوزيلندا.